# Minimedusa obcoronata
Minimedusa obcoronata é uma espécie de fungo pertencente à família Tulasnellaceae.